# Ixkhan
Ixkhan (armeni: իշխան) va ser un títol feudal d'origen persa equivalent a comandant d'un territori o d'un exèrcit, possiblement derivat del sogdià khxevan (‘rei’). El van portar alguns prínceps d'Armènia. Podria derivar també de l'armeni ixkel (իշխել) que significa governar o regnar, i sembla que en aquell país equivalia a ‘príncep’.
Aquest títol s'utilitzava simultàniament o com a equivalent a altres títols armenis, com ara nakharar, duc, paron, ter o màlik.